# Royal Rumble 2018
Royal Rumble (2018) was een professioneel worstel-pay-per-view (PPV) en WWE Network evenement dat georganiseerd werd door WWE waar voormalige worstelaars van Raw en SmackDown verschenen, evenals worstelaars van NXT. Het was de 31ste editie van Royal Rumble en vond plaats op 28 januari 2018 in het Wells Fargo Center in Philadelphia, Pennsylvania. Dit was de eerste evenement dat een 30-Women's Royal Rumble match bevatte, waardoor er 2 Royal Rumble matches waren. Het evenement was ook bekend vanwege het debuut van UFC-vechter Ronda Rousey, die had aangekondigd dat ze een voltijds contract had getekend met WWE.

## Matches
| Nr. | Match                                                                                                 | Winnaar(s)                            | Opmerkingen                                                          | Bron  |
| --- | --- | ------------------------------------- | -------------------------------------------------------------------- | ----- |
| 1p  | Kalisto, Gran Metalik en Lince Dorado vs. TJP, Gentleman Jack Gallagher en Drew Gulak                 | Kalisto, Gran Metalik en Lince Dorado | Six-Man Tag Team match.                                              | [ 3 ] |
| 2p  | The Revival (Dash Wilder & Scott Dawson) vs. Luke Gallows & Karl Anderson                             | The Revival                           | Tag Team match.                                                      | [ 3 ] |
| 3p  | Bobby Roode vs. Mojo Rawley                                                                           | Bobby Roode                           | Eén-op-één match voor het WWE U.S. Championship.                     | [ 3 ] |
| 4   | AJ Styles vs. Kevin Owens & Sami Zayn                                                                 | AJ Styles                             | Handicap match voor het WWE Championship.                            | [ 3 ] |
| 5   | The Usos (Jey en Jimmy Uso) vs. Chad Gable & Shelton Benjamin 2-0                                     | The Usos                              | 2-out-of-3-falls match voor het WWE SmackDown Tag Team Championship. | [ 3 ] |
| 6   | 30-Man Royal Rumble match voor een wereldkampioenschapswedstrijd bij het evenement WrestleMania 34.   | Shinsuke Nakamura                     | Nakamura won door Roman Reigns als laatste te elimineren.            | [ 3 ] |
| 7   | Cesaro & Sheamus vs. Seth Rollins & Jason Jordan                                                      | Cesaro & Sheamus (nc)                 | Tag Team match voor het WWE Raw Tag Team Championship.               | [ 3 ] |
| 8   | Brock Lesnar (met Paul Heyman) vs. Kane vs. Braun Strowman                                            | Brock Lesnar                          | Triple Threat match voor het WWE Universal Championship.             | [ 3 ] |
| 9   | 30-Woman Royal Rumble match voor een vrouwenkampioenschapswedstrijd bij het evnement WrestleMania 34. | Asuka                                 | Asuka won door Nikki Bella als laatste te elimineren.                | [ 3 ] |

### 30-Man Royal Rumble match
| Nr. | Entree               | Brand      | Orde | Geëlimineerd door           | Eliminaties | Tijd  | Bron        |
| --- | -------------------- | ---------- | ---- | --------------------------- | ----------- | ----- | ----------- |
| 1   | Rusev                | SmackDown  | 12   | Bray Wyatt & Matt Hardy     | 0           | 30:28 | [ 4 ]       |
| 2   | Finn Bálor           | Raw        | 27   | John Cena                   | 4           | 57:38 | [ 4 ]       |
| 3   | Rhyno                | Raw        | 1    | Baron Corbin                | 0           | 02:06 | [ 4 ]       |
| 4   | Baron Corbin         | SmackDown  | 2    | Finn Bálor                  | 1           | 01:06 | [ 4 ]       |
| 5   | Heath Slather        | Raw        | 4    | Bray Wyatt                  | 1           | 00:33 | [ 4 ]       |
| 6   | Elias                | Raw        | 15   | John Cena                   | 0           | 26:00 | [ 4 ]       |
| 7   | Andrade "Cien" Almas | NXT        | 18   | Randy Orton                 | 1           | 29:24 | [ 4 ]       |
| 8   | Bray Wyatt           | Raw        | 13   | Matt Hardy                  | 2           | 20:38 | [ 4 ]       |
| 9   | Big E                | SmackDown  | 8    | Jinder Mahal                | 0           | 14:14 | [ 4 ]       |
| 10  | Sami Zayn            | SmackDown  | 5    | Shinsuke Nakamura           | 0           | 06:57 | [ 4 ]       |
| 11  | Sheamus              | Raw        | 3    | Heath Slather               | 0           | 00:02 | [ 4 ]       |
| 12  | Xavier Woods         | SmackDown  | 7    | Jinder Mahal                | 0           | 08:24 | [ 4 ]       |
| 13  | Apollo Crews         | Raw        | 6    | Cesaro                      | 0           | 05:16 | [ 4 ]       |
| 14  | Shinsuke Nakamura    | SmackDown  | —    | Winnaar                     | 3           | 44:38 | [ 3 ] [ 4 ] |
| 15  | Cesaro               | Raw        | 9    | Seth Rollins                | 1           | 05:08 | [ 4 ]       |
| 16  | Kofi Kingston        | SmackDown  | 11   | Andrade "Cien" Almas        | 1           | 05:41 | [ 4 ]       |
| 17  | Jinder Mahal         | SmackDown  | 10   | Kofi Kingston               | 2           | 03:48 | [ 4 ]       |
| 18  | Seth Rollins         | Raw        | 22   | Roman Reigns                | 2           | 19:01 | [ 4 ]       |
| 19  | Matt Hardy           | Raw        | 14   | Elimineerde zichzelf.       | 2           | 01:17 | [ 4 ]       |
| 20  | John Cena            | Free Agent | 28   | Shinsuke Nakamura           | 3           | 29:14 | [ 4 ]       |
| 21  | The Hurricane        | Free Agent | 16   | John Cena                   | 0           | 00:45 | [ 4 ]       |
| 22  | Aiden English        | SmackDown  | 17   | Finn Bálor                  | 0           | 02:16 | [ 4 ]       |
| 23  | Adam Cole            | NXT        | 19   | Rey Myserio                 | 0           | 06:52 | [ 4 ]       |
| 24  | Randy Orton          | SmackDown  | 25   | Roman Reigns                | 1           | 13:55 | [ 4 ]       |
| 25  | Titus O'Neil         | Raw        | 20   | Roman Reigns                | 0           | 06:07 | [ 4 ]       |
| 26  | The Miz              | Raw        | 21   | Roman Reigns & Seth Rollins | 0           | 05:20 | [ 4 ]       |
| 27  | Rey Myserio          | Free Agent | 26   | Finn Bálor                  | 1           | 09:40 | [ 4 ]       |
| 28  | Roman Reigns         | Raw        | 29   | Shinsuke Nakamura           | 4           | 21:52 | [ 4 ]       |
| 29  | Goldust              | Raw        | 23   | Dolph Ziggler               | 0           | 02:43 | [ 4 ]       |
| 30  | Dolph Ziggler        | SmackDown  | 24   | Finn Bálor                  | 1           | 02:01 | [ 4 ]       |

### 30-Woman Royal Rumble match
| Nr. | Entree          | Brand      | Orde | Geëlimineerd door                                                | Eliminaties | Tijd  | Bron        |
| --- | --------------- | ---------- | ---- | ---------------------------------------------------------------- | ----------- | ----- | ----------- |
| 1   | Sasha Banks     | Raw        | 27   | The Bella Twins                                                  | 3           | 54:46 | [ 5 ]       |
| 2   | Becky Lynch     | SmackDown  | 14   | Ruby Riott                                                       | 2           | 30:54 | [ 5 ]       |
| 3   | Sarah Logan     | SmackDown  | 7    | Molly Holly                                                      | 0           | 16:30 | [ 5 ]       |
| 4   | Mandy Rose      | Raw        | 1    | Lita                                                             | 0           | 03:52 | [ 5 ]       |
| 5   | Lita            | Free agent | 3    | Becky Lynch                                                      | 2           | 05:51 | [ 5 ]       |
| 6   | Kairi Sane      | NXT        | 4    | Dana Brooke                                                      | 0           | 04:49 | [ 5 ]       |
| 7   | Tamina          | SmackDown  | 2    | Lita                                                             | 0           | 01:34 | [ 5 ]       |
| 8   | Dana Brooke     | Raw        | 5    | Torrie Wilson                                                    | 1           | 02:59 | [ 5 ]       |
| 9   | Torrie Wilson   | Free agent | 6    | Sonya Deville                                                    | 1           | 03:04 | [ 5 ]       |
| 10  | Sonya Deville   | Raw        | 8    | Michelle McCool                                                  | 1           | 06:41 | [ 5 ]       |
| 11  | Liv Morgan      | SmackDown  | 9    | Michelle McCool                                                  | 0           | 05:12 | [ 5 ]       |
| 12  | Molly Holly     | Free agent | 10   | Michelle McCool                                                  | 1           | 04:04 | [ 5 ]       |
| 13  | Lana            | SmackDown  | 11   | Michelle McCool                                                  | 0           | 02:54 | [ 5 ]       |
| 14  | Michelle McCool | Free agent | 13   | Natalya                                                          | 5           | 08:38 | [ 5 ]       |
| 15  | Ruby Riott      | SmackDown  | 17   | Nia Jax                                                          | 2           | 11:32 | [ 5 ]       |
| 16  | Vickie Guerrero | Free agent | 12   | Becky Lynch, Michelle McCool, Ruby Riott en Sasha Banks          | 0           | 00:57 | [ 5 ]       |
| 17  | Carmella        | SmackDown  | 21   | Nikki Bella                                                      | 0           | 18:45 | [ 5 ]       |
| 18  | Natalya         | SmackDown  | 25   | Trish Stratus                                                    | 3           | 25:34 | [ 5 ]       |
| 19  | Kelly Kelly     | Free agent | 16   | Nia Jax                                                          | 0           | 05:02 | [ 5 ]       |
| 20  | Naomi           | SmackDown  | 18   | Nia Jax                                                          | 0           | 06:49 | [ 5 ]       |
| 21  | Jacqueline      | Free agent | 15   | Nia Jax                                                          | 0           | 01:52 | [ 5 ]       |
| 22  | Nia Jax         | Raw        | 23   | Asuka, Bayley, Brie Bella, Natalya, Nikki Bella en Trish Stratus | 4           | 17:56 | [ 5 ]       |
| 23  | Ember Moon      | NXT        | 20   | Asuka                                                            | 0           | 06:14 | [ 5 ]       |
| 24  | Beth Phoenix    | Free agent | 19   | Natalya                                                          | 0           | 02:22 | [ 5 ]       |
| 25  | Asuka           | Raw        | —    | Winnaar                                                          | 3           | 19:41 | [ 3 ] [ 5 ] |
| 26  | Mickie James    | Raw        | 22   | Trish Stratus                                                    | 0           | 08:24 | [ 5 ]       |
| 27  | Nikki Bella     | SmackDown  | 29   | Asuka                                                            | 4           | 16:30 | [ 5 ]       |
| 28  | Brie Bella      | Free agent | 28   | Nikki Bella                                                      | 2           | 11:58 | [ 5 ]       |
| 29  | Bayley          | Raw        | 24   | Sasha Banks                                                      | 1           | 05:04 | [ 5 ]       |
| 30  | Trish Stratus   | Free agent | 26   | Sasha Banks                                                      | 3           | 05:36 | [ 5 ]       |